# Иравадијски делфин
Иравадијски делфин (лат. Orcaella brevirostris) је врста сисара из породице океанских делфина (Delphinidae).

## Угроженост
Ова врста се сматра рањивом у погледу угрожености врсте од изумирања.

## Распрострањеност
Врста има станиште у Бангладешу, Брунеју, Вијетнаму, Индији, Индонезији, Камбоџи, Лаосу, Малезији, Мјанмару, Сингапуру, Тајланду и Филипинима.
ФАО рибарска подручја (енгл. FAO marine fishing areas) на којима је ова врста присутна су у источном Индијском океану и западном централном Пацифику.

## Популациони тренд
Популација ове врсте се смањује, судећи по расположивим подацима.

## Станиште
Станишта врсте су морски екосистеми и бочата и слатководна подручја речних делта.